# Amapá FC
Amapá FC was een Braziliaanse voetbalclub uit Rio Branco in de staat Acre.

## Geschiedenis
De club werd opgericht in 1969. In 1980 speelde de club voor het eerst in de hoogste klasse van het Campeonato Acreano en speelde daar tot 1988. Nadat de profcompetitie ingevoerd werd in 1989 trok de club zich terug. In 1981 en 1983 won de club het Torneio Início.